# Jochen Hecht
Jochen Thomas Hecht (Mannheim, 21 giugno 1977) è un ex hockeista su ghiaccio tedesco.

## Carriera
In NHL ha indossato le maglie di St. Louis Blues (1998-2001), Edmonton Oilers (2001/02) e Buffalo Sabres (2002-2004, 2005-2012, 2012/13).
Inoltre la sua carriera è legato al club tedesco dell'Adler Mannheim, in cui ha militato in quattro periodi (1994-1998, 2004/2005, 2012/13, 2013-2016). Ha anche giocato in AHL con i Worcester IceCats (1998/99).
Con la nazionale tedesca ha preso parte a sei edizioni dei campionati mondiali (1996, 1997, 1998, 2004, 2005 e 2009) e a tre edizioni dei Giochi olimpici invernali (1998, 2002 e 2010).